# Centroina bondi
Centroina bondi is een spinnensoort uit de familie Lamponidae. De soort komt voor in Australisch Hoofdstedelijk Territorium en Victoria.